# Zirndorf
Zirndorf er administrationsby i Landkreis Fürth i Regierungsbezirk Mittelfranken i den tyske delstat Bayern. Byen ligger syd for Fürth og vest for Nürnberg ved floden Bibert.

## Nabokommuner
Nabokommunerne er(med uret fra nord):
- Fürth
- Oberasbach
- Stein
- Roßtal
- Ammerndorf
- Cadolzburg

## Inddeling
Byen er inddelt i 12 bydele og landsbyer:
- Alte Veste
- Anwanden
- Banderbach
- Bronnamberg
- Leichendorf
- Leichendorfermühle
- Lind
- Weiherhof
- Weinzierlein
- Wintersdorf
- Wolfgangshof